# Pierino Prati
Pierino Prati (Cinisello Balsamo, Provincia de Milán, Italia, 13 de diciembre de 1946 - Montorfano, 22 de junio de 2020) fue  un futbolista italiano. Se desempeñó en la posición de delantero.

## Selección nacional
Fue internacional con la selección de fútbol de Italia en 14 ocasiones y marcó 7 goles. Debutó el 6 de abril de 1968, en un encuentro ante la selección de Bulgaria que finalizó con marcador de 3-2 a favor de los búlgaros.

### Participaciones en Copas del Mundo
| Mundial                        | Sede   | Resultado  |
| ------------------------------ | ------ | ---------- |
| Copa Mundial de Fútbol de 1970 | México | Subcampeón |

### Participaciones en Eurocopas
| Eurocopa      | Sede   | Resultado |
| ------------- | ------ | --------- |
| Eurocopa 1968 | Italia | Campeón   |

## Clubes

### Como futbolista
| Club                | País           | Año         |
| ------------------- | -------------- | ----------- |
| Salernitana Calcio  | Italia         | 1965 - 1966 |
| A. C. Milan         | Italia         | 1966        |
| Savona F. B. C.     | Italia         | 1966 - 1967 |
| A. C. Milan         | Italia         | 1967 - 1973 |
| A. S. Roma          | Italia         | 1973 - 1977 |
| A. C. F. Fiorentina | Italia         | 1977 - 1978 |
| Savona F. B. C.     | Italia         | 1978 - 1979 |
| Rochester Lancers   | Estados Unidos | 1979        |
| Savona F. B. C.     | Italia         | 1979 - 1981 |

### Como entrenador
| Club                   | País   | Año         |
| ---------------------- | ------ | ----------- |
| Solbiatese Arno Calcio | Italia | 1988 - 1989 |
| Bellinzago             | Italia | 1989 - 1990 |
| Aurora Pro Patria      | Italia | 1990 - 1991 |

## Palmarés

### Campeonatos nacionales
| Título      | Club        | País   | Año     |
| ----------- | ----------- | ------ | ------- |
| Serie A     | A. C. Milan | Italia | 1967-68 |
| Copa Italia | A. C. Milan | Italia | 1971-72 |
| Copa Italia | A. C. Milan | Italia | 1972-73 |

### Copas internacionales
| Título                | Equipo (*)          | País   | Año     |
| --------------------- | ------------------- | ------ | ------- |
| Recopa de Europa      | A. C. Milan         | Italia | 1967-68 |
| Eurocopa              | Selección de Italia | Italia | 1968    |
| Liga de Campeones     | A. C. Milan         | Italia | 1968-69 |
| Copa Intercontinental | A. C. Milan         | Italia | 1969    |
| Recopa de Europa      | A. C. Milan         | Italia | 1972-73 |

(*) Incluyendo la selección

### Distinciones individuales
| Distinción     | Año      |
| -------------- | -------- |
| Capocannoniere | 1967-68. |